# Olympique Team Algérie/Saison 2012
Dieser Artikel listet Erfolge und Fahrer des Radsportteams Olympique Team Algérie in der Saison 2012 auf.

## Mannschaft
| Name               | Geburtstag        | Nationalität | Team 2011 |
| ------------------ | ----------------- | ------------ | --------- |
| Boualem Belmokhtar | 11. März 1993     | Algerien     | Neoprofi  |
| Djelloul Benoua    | 27. August 1992   | Algerien     | Neoprofi  |
| Mohamed Charabli   | 7. März 1993      | Algerien     | Neoprofi  |
| Hichem Kab         | 19. Februar 1993  | Algerien     | Neoprofi  |
| Ayoub Kerrar       | 2. März 1993      | Algerien     | Neoprofi  |
| Abdelkader Korichi | 4. Oktober 1991   | Algerien     | Neoprofi  |
| Reda Makhlouf      | 27. Mai 1993      | Algerien     | Neoprofi  |
| Walid Ali Salah    | 24. Dezember 1992 | Algerien     | Neoprofi  |